# Maddie Hasson
Madelaine "Maddie" Hasson (nascida em 4 de janeiro de 1995) é uma atriz americana. Ela é mais conhecida por seu papel como Willa Monday na série da Fox, The Finder. Ela também coestrelou a série Twisted da ABC Family. Ela protagonizou a série do YouTube Premium, Impulse, como Henrietta "Henry" Coles.

## Início da vida
Hasson nasceu em New Bern, Carolina do Norte, filha de Catherine e Michael. Seu pai é um ex-cirurgião oral em Wilmington, Carolina do Norte. Ela tem duas irmãs. Hasson cresceu em Wilmington, onde frequentou a Cape Fear Academy. Ela foi dançarina competitiva na Fox Troupe Dancers de Wilmington por oito anos. Na sua infância e adolescência, Hasson se apresentou em uma variedade de produções teatrais, incluindo Gray Gardens e The Best Little Whorehouse in Texas. Ela começou a fazer testes para filmes com o diretor de elenco local, Jackie Burch.

## Carreira
A primeira chamada de Hasson foi para The Secret Circle da The CW. Ela não foi escalada, no entanto, acabou ganhando o papel de Willa Monday em The Finder da Fox. Em 2012, Hasson viajou para Canton, Ohio para filmar Underdogs. Hasson coestrelou em Twisted, da ABC Family, como Jo Masterson. Em 2015, ela apareceu como Billie Jean, a segunda esposa e viúva de Hank Williams, na cinebiografia de Williams, I Saw the Light. No mesmo ano, ela também estrelou o longa-metragem independente "Good After Bad". Em 2016 ela estrelou o longa-metragem independente "Novitiate". Em 2018, ela estrelou a série Impulse, do YouTube Red, como Henrietta "Henry" Coles. Em uma entrevista ao KTLA 5 Morning News Show, Maddie e Missi Pyle (Cleo Coles, mãe de Henrietta Coles) falam sobre a série e Maddie afirma ser o melhor trabalho de sua vida.

## Vida pessoal
Hasson se mudou para Los Angeles, Califórnia com sua mãe para trabalhar e terminou o ensino médio através de um curso online. Ela mora em Los Angeles.
Ela se assumiu como bissexual em janeiro de 2021. Está casada com Julian Brink desde 17 de dezembro de 2015.

## Filmografia parcial
| Ano  | Título                     | Personagem    | Notas          |
| ---- | -------------------------- | ------------- | -------------- |
| 2011 | God Bless America          | Chloe         |                |
| 2013 | Underdogs                  | Renee Donohue |                |
| 2015 | I Saw the Light            | Billie Jean   |                |
| 2015 | A Light Beneath Their Feet | Daschulla     |                |
| 2017 | Good After Bad             | Shelly        | Performance    |
| 2017 | Ape                        | Blonde        | Curta-metragem |
| 2017 | Novitiate                  | Irmã Sissy    |                |
| 2019 | We Summon the Darkness     | Valerie       |                |
| 2021 | Malignant                  | Sydney Lake   |                |

| Ano        | Título       | Personagem              | Notas                         |
| ---------- | ------------ | ----------------------- | ----------------------------- |
| 2012       | The Finder   | Willa Monday            | Papel principal, 13 episódios |
| 2012       | Grimm        | Carly Kampfer           | Episódio: "Bad Moon Rising"   |
| 2013–2014  | Twisted      | Jo Masterson            | Papel principal, 19 episódios |
| 2017– 2019 | Mr. Mercedes | Allie                   | 4 episódios                   |
| 2018–2019  | Impulse      | Henrietta "Henry" Coles | Papel principal, 20 episódios |

## Prêmios e indicações
| Ano  | Prêmio             | Categoria                                        | Obra    | Resultado |
| ---- | ------------------ | ------------------------------------------------ | ------- | --------- |
| 2013 | Teen Choice Awards | Escolha de Estrela Televisiva do Verão: Feminina | Twisted | Indicado  |
| 2014 | Teen Choice Awards | Escolha de Atriz de TV: Drama                    | Twisted | Indicado  |